# 흥덕도서관
흥덕도서관은 경기도 용인시 기흥구 영덕동 소재의 시립 도서관이다. 2015년 5월 22일 기준 흥덕분관장은 임순택이다.

## 연혁
- 2012년 9월 25일: 흥덕도서관 착공.
- 2014년 2월 12일: 흥덕도서관 준공.
- 2014년 5월 7일: 흥덕도서관 개관.

## 건물규모
대지면적은 3674 제곱 미터, 연면적은 4494.48 제곱 미터이다. 지하 1층, 지상 4층이다.